# Dan Karlström
Dan Rune Karlström, född 18 juni 1970 i Jomala, är en finländsk operasångare (tenor). 
Karlström studerade vid Sibelius-Akademin från 1994 och därpå bland annat i Berlin. Efter att 1999 ha uppnått fjärde plats i sångtävlingen i Villmanstrand fick han operaengagemang i Tyskland: 1999–2000 vid Schillerteatern i Gelsenkirchen-Wuppertal, från 2000 vid Staatstheater i Darmstadt och från 2002 vid operan i Leipzig. Dessutom många uppträdanden i Finland, såsom medverkan vid Nyslotts operafestival 2002 och debut på Finlands nationaloperas stora scen 2003 som Pedrillo i Enleveringen ur seraljen. Han tilldelades Kim Nyberg-priset 2000. 